# 화심온천
화심온천(花心溫泉)은 전북특별자치도 완주군 소양면 화심리에 위치한 전북특별자치도의 온천이다. 호남 지방에서 가장 먼저 개발된 온천이다. 중탄산나트륨이 함유된 알카리성 온천으로 뛰어난 효능을 인정받고 있다고 하며 피부미용, 신경통, 관절염 류마티즘 등에 효과가 있는 것으로 알려져 있다. 원래 이곳은 화심온천이라는 온천이 따로 있었지만 교회에서 따로 매입하여 지금은 교회에서 관리하는 화심온천수련원으로 변모하였다.

## 교통
- 새만금포항고속도로 소양IC (26번 국도 접속)

## 같이 보기
- 죽림온천